# Claudio Roditi

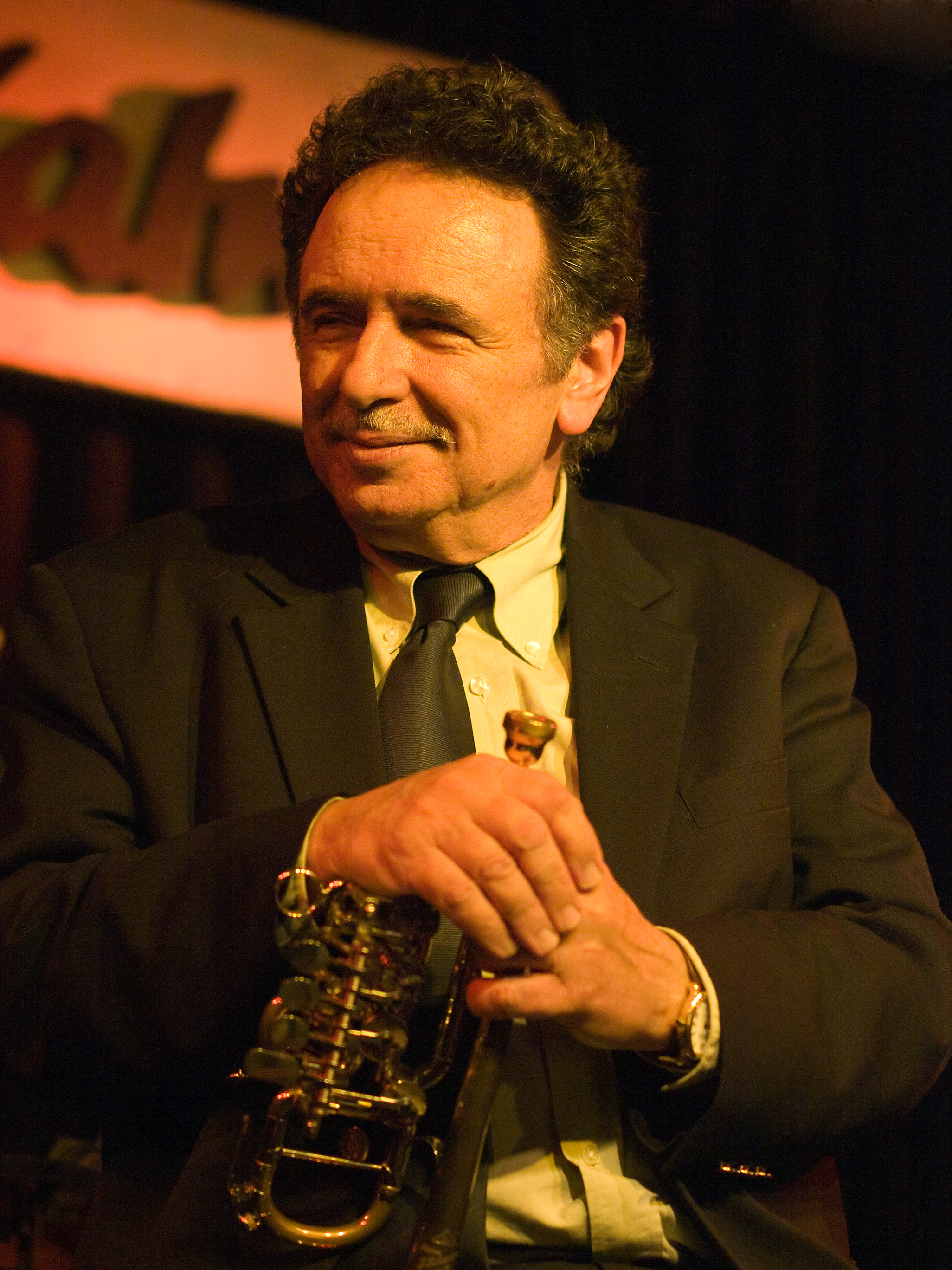
Claudio Roditi in München, in 2010

Claudio Roditi (Rio de Janeiro, 28 mei 1946 - South Orange, 17 januari 2020) was een Braziliaanse jazz-trompettist en bugelist.
Roditi hoorde als jongen veel jazzplaten bij een oom en dat bepaalde zijn muzikale richting. Toen hij twintig was, was hij een finalist in de International Jazz Competition in Wenen. Na enige tijd in Mexico-Stad te hebben gewoon en gespeeld ging Roditi in 1970 naar Amerika om aan Berklee School of Music te studeren. Na een jaar studie aan Berklee bleef hij in Boston hangen en speelde hij met de groep van Alan Dawson. In 1976 vertrok hij naar New York, waar hij speelde en/of opnam met onder meer Joe Henderson, Tito Puente, Charlie Rouse en Herbie Mann. In de jaren tachtig speelde hij met Paquito D'Rivera, die net als Roditi geïnteresseerd was in een synthese van Latin en jazz. Hij speelde in Europa regelmatig met de band van Klaus Ignatzek. Ook werkt hij onder meer met pianist Buddy Montgomery en de zangeressen Michele Hendricks en Chris Connor. Verder was hij onder meer actief in de bigbands van Dizzy Gillespie (sinds 1989) en Jimmy Heath, die 1 dag later dan hem overleed. Sinds 1984 heeft hij regelmatig platen opgenomen, onder meer een album met het Metropole Orkest.
Hij werd 73 en overleed in New Jersey.

## Discografie (selectie)
- Red on Red, 1984
- Claudio, Uptown Records, 1985 ('album-pick' Allmusic.com)
- Gemini Man, Milestone Records, 1988
- Slow Fire, Milestone, 1989
- Two of Swords, Candid Records, 1991
- Milestones, Candid, 1992
- Free Wheelin': The Music of Lee Morgan, Reservoir City Hall, 1994
- Jazz Turns Samba, RTE Records, 1996
- Claudio Roditi and Metropole Orchestra, Mons Records, 1996
- Double Standards, Reservoir City Hall, 1997
- Light in the Dark, Nagel-Heyer Records, 2004
- Three for One, Nagel-Heyer, 2004
- Impressions, Sunnyside Records, 2007
- Brazilliance X-4, Resonance Records, 2009
- Simpatico, Resonance, 2010
- Bons Amigos, Resonance, 2011